# Maria Rain
Maria Rain (szlovénül Žihpolje) osztrák község Karintia Klagenfurtvidéki járásában. 2016 januárjában 2500 lakosa volt.

## Elhelyezkedése

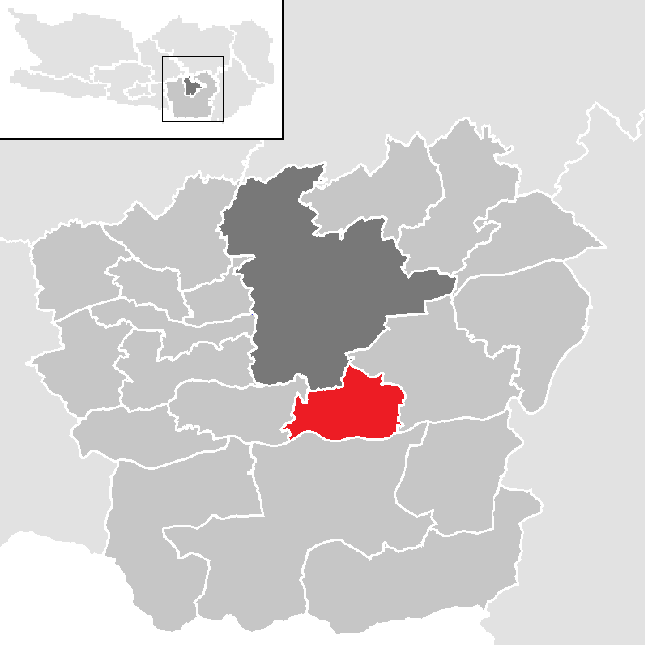
Maria Rain a Klagenfurtvidéki járásban

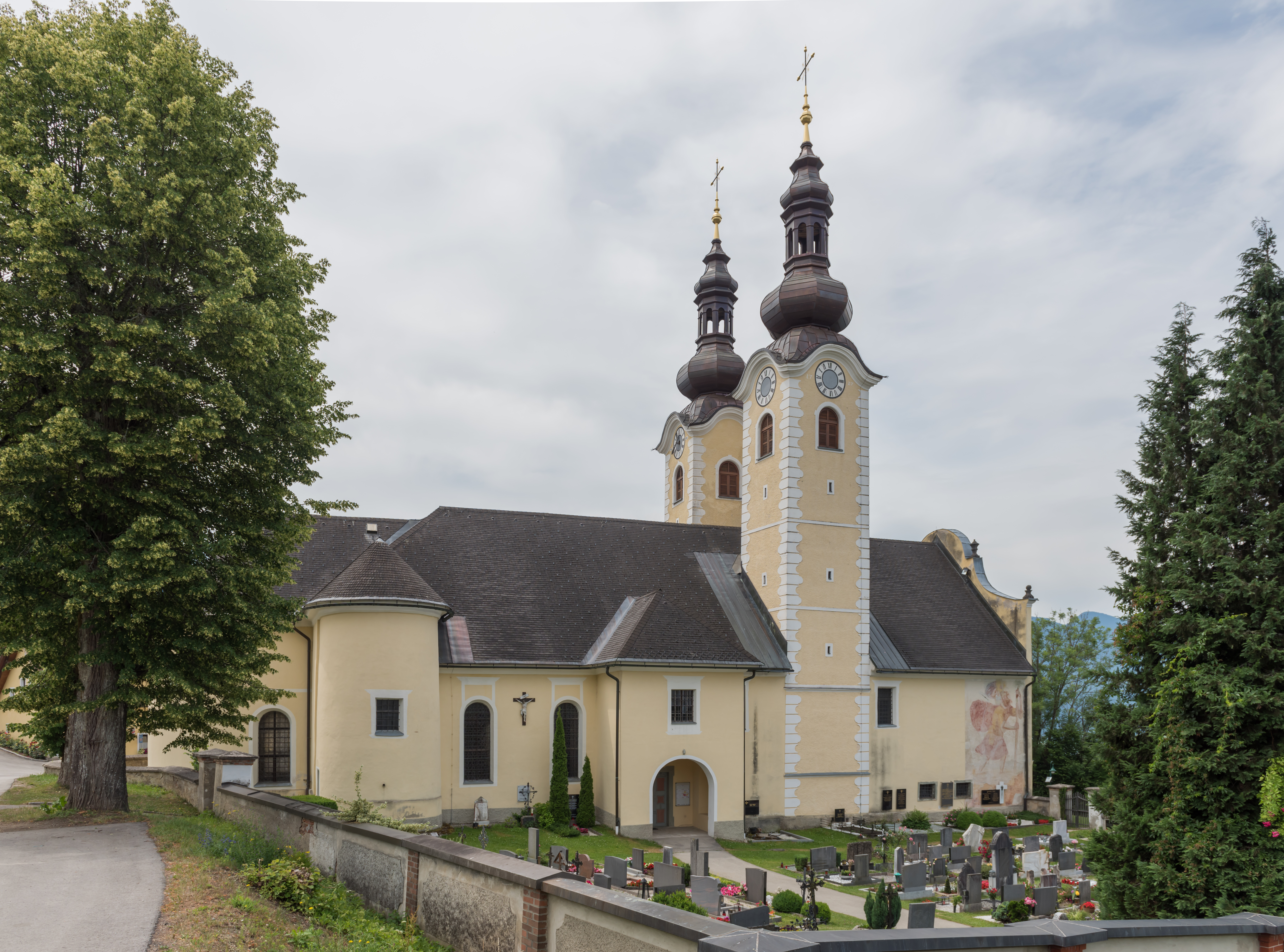
A Mária mennybemenetele-templom

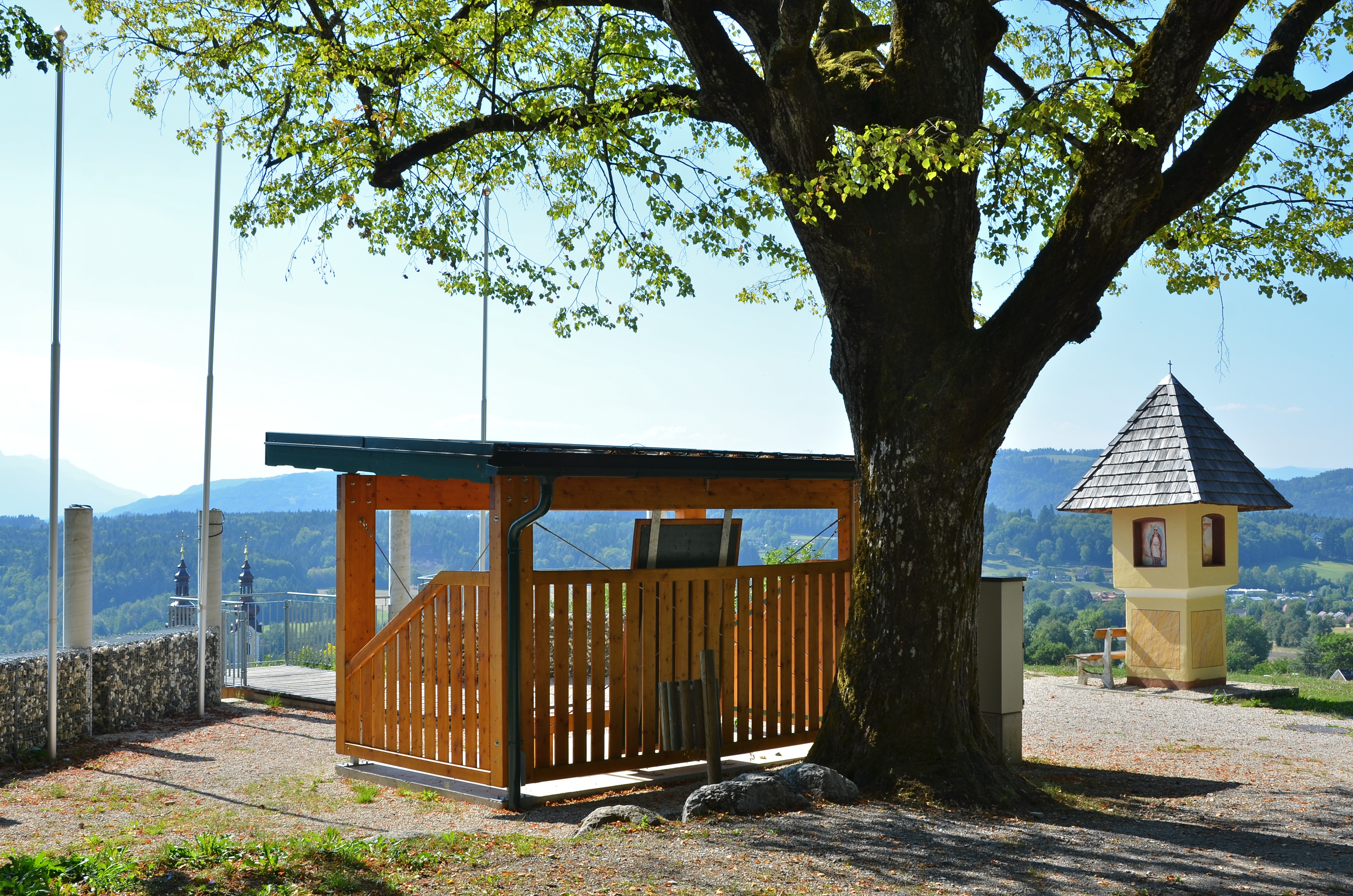
A Kaiserhütte

Maria Rain Karintia déli részén fekszik, 8 km-re délre a tartományi székhely Klagenfurttól, a Sattnitz-gerinc hegyei és a Dráva (a Ferlachi-víztározó után) között. Az önkormányzat 17 falut és egyéb településrészt fog össze: Angern (41 lakos), Angersbichl (179), Ehrensdorf (96), Göltschach (234), Haimach (38), Maria Rain (950), Nadram (22), Oberguntschach (19), Obertöllern (11), Saberda (31), St. Ulrich (151), Stemeritsch (27), Strantschitschach (30), Toppelsdorf (119), Tschedram (283), Unterguntschach (12), Untertöllern (189).
A környező települések: északra Klagenfurt, keletre Ebenthal in Kärnten, délre Ferlach, nyugatra Köttmannsdorf.

## Története
Egy 927-es oklevél említi Maria ad Dravum templomát, amelyet egy salzburgi püspök építtetett. A település mai neve először 1313-ban fordul elő.
Területe 1848-ig a hollenburgi kerületi törvényszék fennhatósága alá tartozott. A helyi földek egyik legjelentősebb birtokosa a viktringi cisztercita kolostor volt. 1786-ig ők üzemeltették a falu templomát is. A templom a 15. században késő gótikus stílusban épült, majd 1700-1729 között a viktringi apátok jóváhagyásával kapta meg mai kéttornyú, barokk külsejét. A település a templomról kapta a nevét és az épület szerepelt az 1956-os kiadású osztrák húszschillinges hátoldalán.
1850-ben három katasztrális község, Toppelsdorf, Tschedram és Göltschach részvételével megalakult a községi önkormányzat, amelyet a három közül a legnagyobbról, Toppelsdorfról neveztek el. Mai nevét 1895-ben kapta.
A templom melletti dombon 1907-ben épült a Kaiserhütte I. Ferenc József számára, aki innen figyelte a hadsereg manővereit a Rosentalban.
A 20. század végén és a 21. század elején a község lakossága gyors gyarapodásnak indult, ami elsősorban a szomszédos tartományi fővárosból kiköltözőknek köszönhető. 

## Lakossága
A Maria Rain-i önkormányzat területén 2016 januárjában 2500 fő élt, ami jelentős gyarapodást jelent a 2001-es 2020 lakoshoz képest. Akkor a helybeliek 96,1%-a volt osztrák állampolgár. A szlovén kisebbség aránya 3,9% volt. 76,6% római katolikusnak, 5% evangélikusnak, 1,1% mohamedánnak, 12,8% pedig felekezet nélkülinek vallotta magát.

## Látnivalók

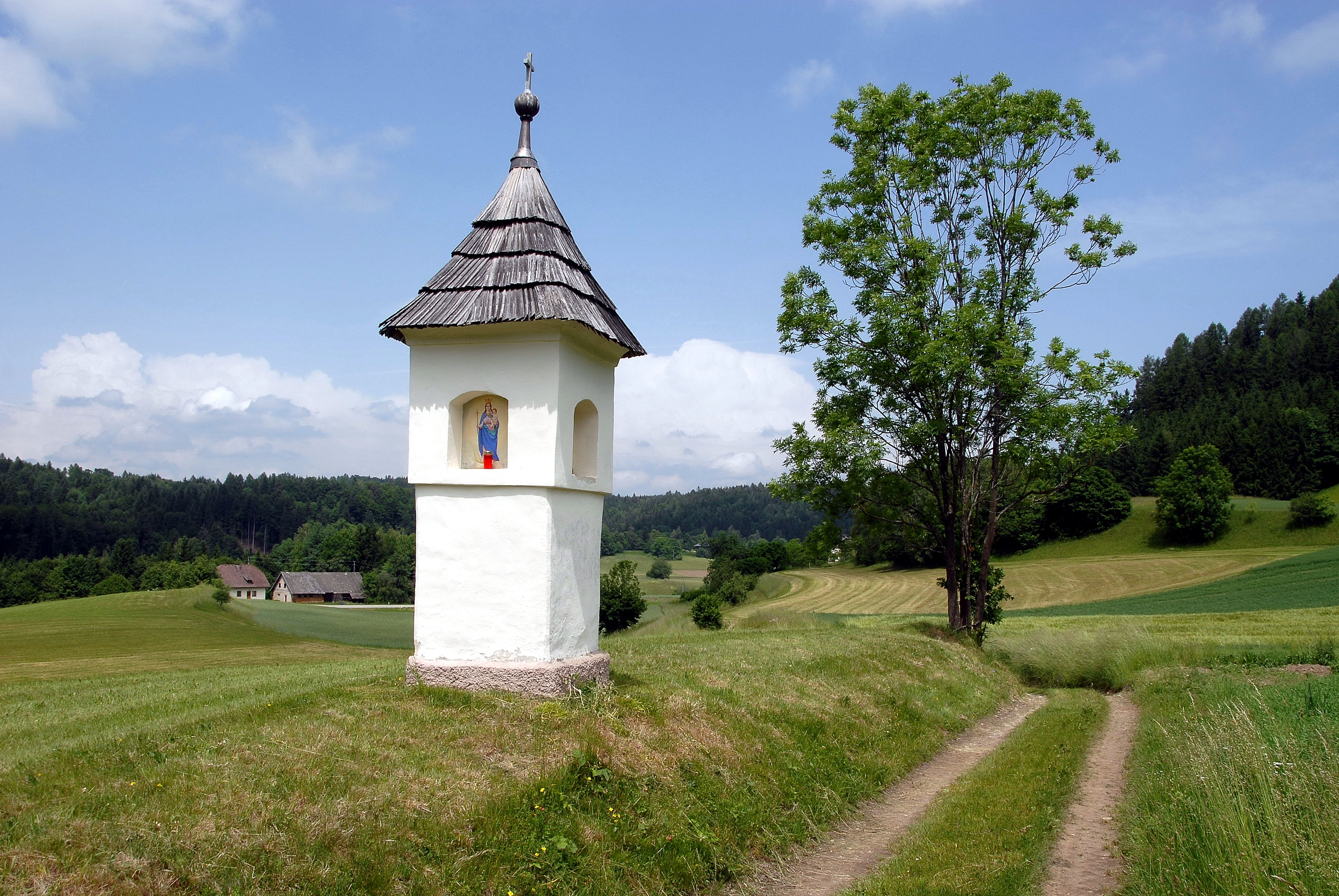
Útmenti szentkép Saberda mellett

- a kéttornyú Mária mennybemenetele-templom Karintia harmadik legnagyobb temploma. Mai formáját 1729-ben nyerte el, de már a 9. század óta templom áll a helyén.
- a Kaiserhüttét 1907-ben emelték I. Ferenc József császár számára a község legmagasabb pontján, hogy innen figyelhesse a hadsereg hadgyakorlatát.
- a Hemma-szikla Haimach és Guntschach, között található; a hagyomány szerint Gurki Szent Hemma ennek a tövében pihent meg, amíg a drávai révre várt.
- a saberdai néprajzi múzeumot Johann Lutschounig alapította, elsősorban régi, földművelésben és a paraszti életben alkalmazott mindennapi használati tárgyak összegyűjtésével.
- a Guntschachi folyóparti liget természetvédelmi terület Unter- és Oberguntschach között terül el a Dráva bal partján.
- a Klagenfurttól délre kelet-nyugat irányba húzódó Sattnitz-hegység több száz méter vastag konglomerátumos kőzetből áll. Csöpögő forrásai mészkőtufa-formációkat hoztak létre; a Maria Rain területén található Örök eső forrást védettnek nyilvánították.

## Fordítás
- Ez a szócikk részben vagy egészben  a   Maria Rain (Kärnten) című német Wikipédia-szócikk ezen változatának fordításán alapul.  Az eredeti cikk szerkesztőit annak laptörténete sorolja fel. Ez a jelzés csupán a megfogalmazás eredetét és a szerzői jogokat jelzi, nem szolgál a cikkben szereplő információk forrásmegjelöléseként.